# Authoison
Authoison település Franciaországban, Haute-Saône megyében. Lakosainak száma 314 fő (2022. január 1.). Authoison Filain, Ruhans, Villers-Pater, Vy-lès-Filain, Échenoz-le-Sec, Pennesières és Quenoche községekkel határos.

## Népesség
A település népességének változása:
| Lakosok száma | 315  | 319  | 328  | 320  | 317  | 315  | 312  | 314  | 314  |
|               | 2013 | 2015 | 2016 | 2017 | 2018 | 2019 | 2020 | 2021 | 2022 |